# كرة
الكُرَة أو الفَلْكَة سطحٌ هندسي، ثنائي، تام التناظر، من دوران دائرةٍ حول أحد أقطارها. فأما في الهندسة الإقليدية ثلاثية الأبعاد فالكرة محل هندسي لنِقاط تبعد البعد نفسَه، وليكن r، من نقطةٍ ما في الفضاء، حيث r عددٌ موجب (ليس صحيحًا دائمًا) يسمَّىٰ نصف القُطْر. وتسمى هذه النقطة بمركز الكرة. وكرة الوَحدة: كرةٌ يساوي نصفُ قُطرِها 1.

## المساحة
المساحة السطحية لكرة ذات نصف قطر r هي:
{\displaystyle A=4\pi r^{2}\,}

## الحجم
في الفضاء ثلاثي الأبعاد، حجم كرة ذات نصف قطر r هو
{\displaystyle V={\frac {4\pi r^{3}}{3}}}
أرخميدس هو أول من استنتج هذه الصيغة حيث وجد أن حجم كرة يساوي ثلثي حجم
الأسطوانة المحيطة.

## معادلات
في الهندسة التحليلية، كرة بمركز (x0, y0, z0) ونصف قطر r تعرف على أنها جميع النقاط (x, y, z) التي تحقق المعادلة التالية:
{\displaystyle (x-x_{0})^{2}+(y-y_{0})^{2}+(z-z_{0})^{2}=r^{2}\,}
هذه النقاط يمكن تمثيلها من خلال المعادلات القطبية التالية:
{\displaystyle \,x=x_{0}+r\cos \theta \;\sin \varphi }
{\displaystyle \,y=y_{0}+r\sin \theta \;\sin \varphi \qquad \,} حيث {\displaystyle \,\qquad 0\leq \theta \leq 2\pi {\mbox{ }}\,} و {\displaystyle \,\qquad {\mbox{ }}0\leq \varphi \leq \pi \,}
{\displaystyle \,z=z_{0}+r\cos \varphi \,}
أي كرة ذات أي قيمة لنصف قطرها ومركزها في نقطة الأصل تأخذ المعادلة التفاضلية التالية:
{\displaystyle x\,dx+y\,dy+z\,dz=0.}
تبين هذه المعادلة أن متجه السرعة ومتجه الموقع لأي نقطة تتحرك على سطح الكرة دائما ما يكونا متعامدين.

## التعميم للأبعاد الأخرى - طوبولوجيا
- الكرة-0 هي زوج من النقاط تحدد قطعة مستقيمة طولها 2r.
- الكرة-1، هي دائرة نصف قطرها r.
- الكرة-2 هي الكرة الاعتيادية في الفضاء الثلاثي الأبعاد.
- الكرة-3 هي كرة في الفضاء الرباعي الأبعاد.

## معرض صور

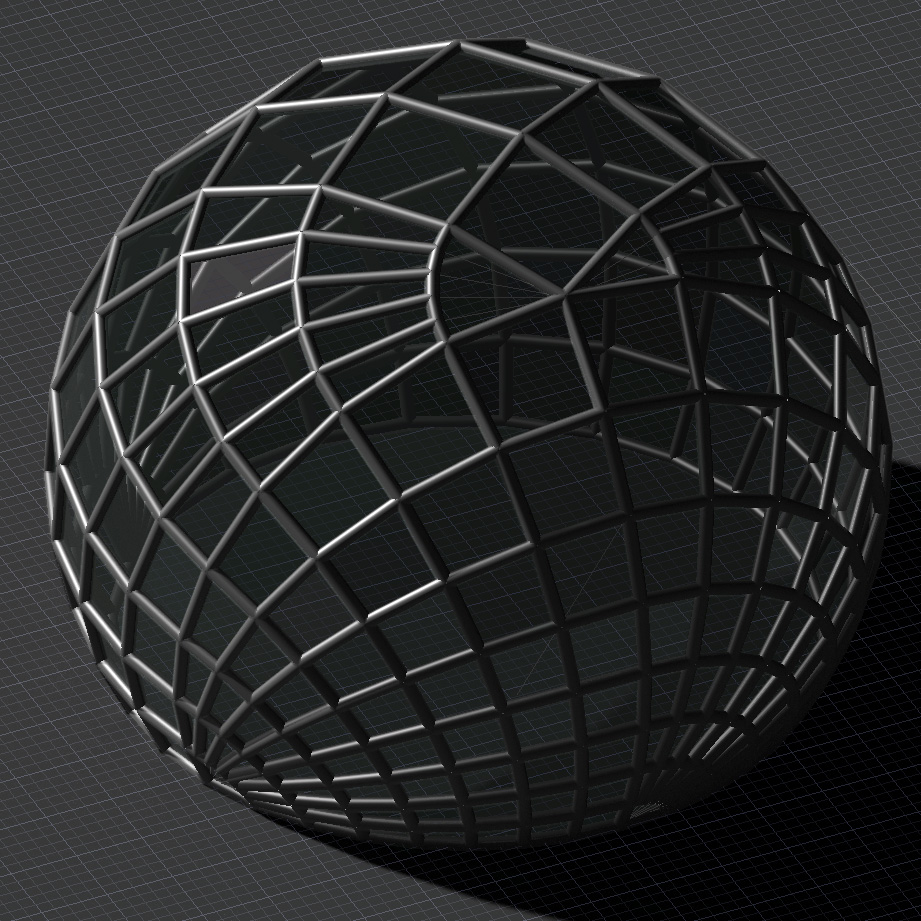
تقريب متعدد السطوح للكرة باستخدام 4 تحويلات اسقاطية للنظام القطبي
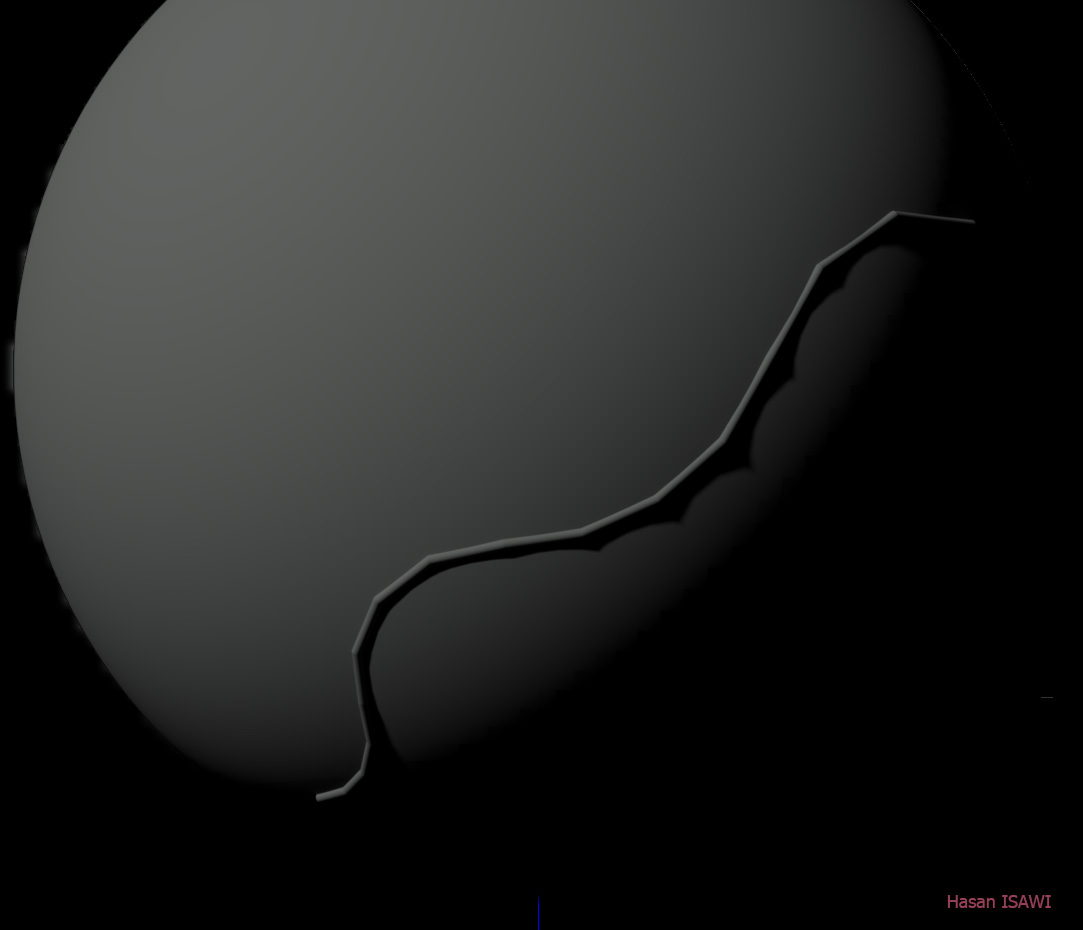
تقريب حركة نقطة على سطح كرة عبر مسار مضلعي مكون من أقواس دوائر متماسة فيما بينها
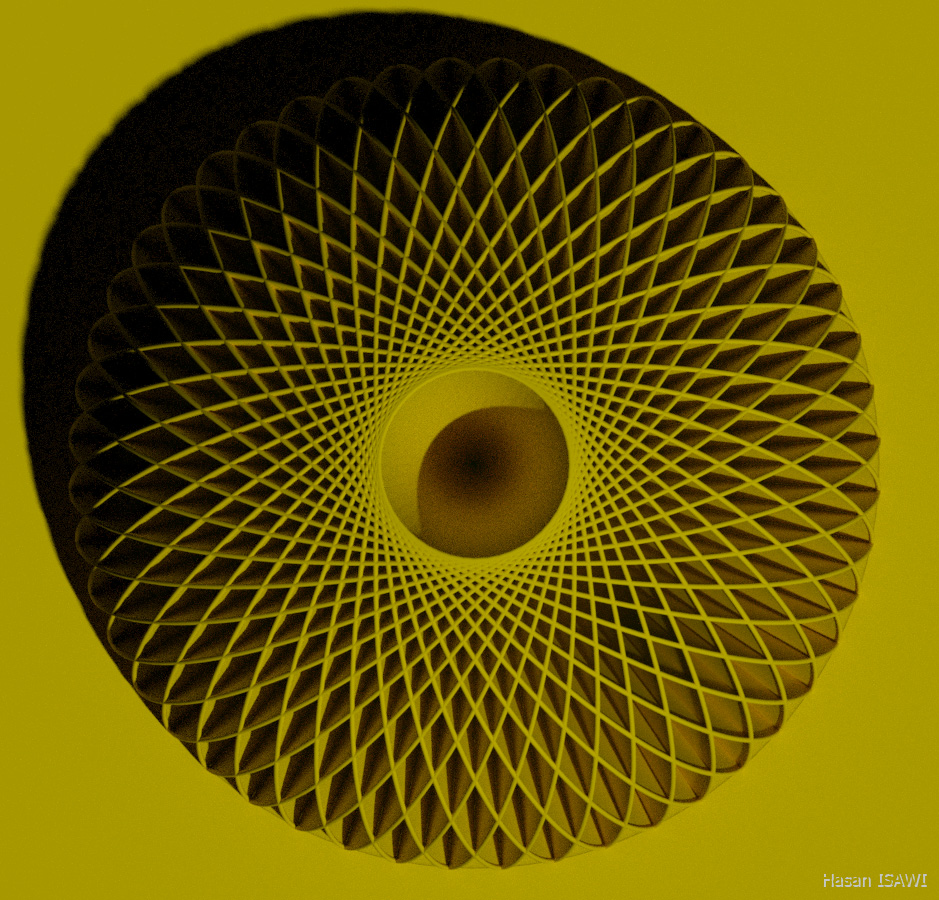
فسيفسة الكرة بقطوع دائرية مائلة بالنسبة للمحور الرأسي
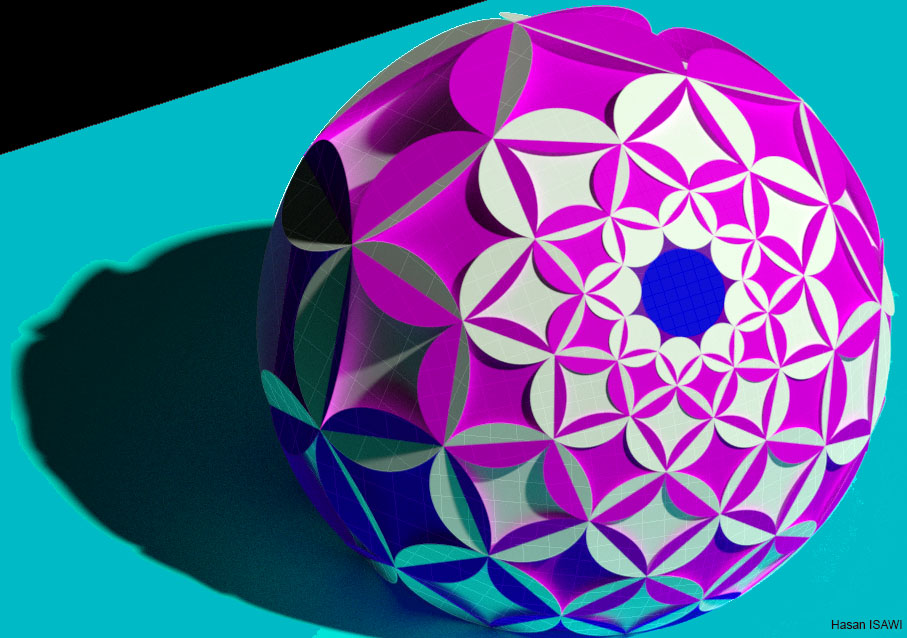
مرحلة من المراحل الانشائية من التقريب متعدد السطوح الدوري لكرة، باستخدام رباعيات.
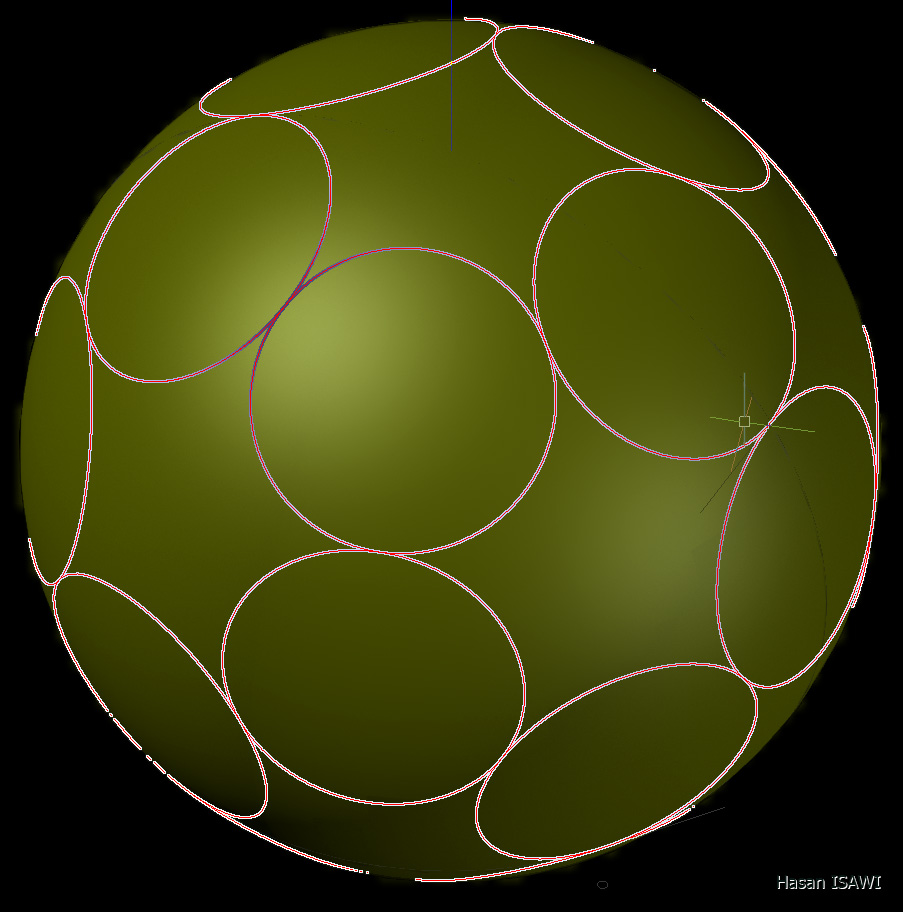
بسبب انحناء الكرة، يمكن تحديد فقط خمس دوائر حول دائرة مركزية (6 المجموع) جميعها متساوية ومتماسة لبعضها البعض